# Tirreno-Adriatico 1967
Tirreno-Adriatico 1967 est la 2e édition de la course cycliste par étapes italienne Tirreno-Adriatico. L’épreuve se déroule sur cinq étapes entre le 8 et le 12 mars 1967, sur un parcours total de 1 067,9 km.  Le vainqueur de la course est l’Italien Franco Bitossi (Filotex).

## Classements des étapes
| Étape    | Date    | Villes étapes                             | km    | Vainqueur d’étape | Leader du classement général |
| -------- | ------- | ----------------------------------------- | ----- | ----------------- | ---------------------------- |
| 1e étape | 8 mars  | Santa Marinella - Fiuggi                  | 181,9 | Franco Bitossi    | Franco Bitossi               |
| 2e étape | 9 mars  | Fiuggi - Viterbo                          | 193,6 | Aldo Pifferi      | Franco Bitossi               |
| 3e étape | 10 mars | Viterbo - Terni                           | 256,0 | Tommaso de Pra    | Tommaso de Pra               |
| 4e étape | 11 mars | Terni - San Benedetto del Tronto          | 214,4 | Bruno Vittiglio   | Tommaso de Pra               |
| 5e étape | 12 mars | San Benedetto del Tronto - S.B del Tronto | 222,0 | Dino Zandegù      | Franco Bitossi               |

## Classement général
|    | Cycliste           | Pays     | Équipe            | Temps            |
| -- | ------------------ | -------- | ----------------- | ---------------- |
| 1  | Franco Bitossi     | Italie   | Filotex           | 27 h 48 min 05 s |
| 2  | Carmine Preziosi   | Italie   | Molteni           | + 12 s           |
| 3  | Vito Taccone       | Italie   | Germanvox         | + 12 s           |
| 4  | Roberto Poggiali   | Italie   | Salvarani         | + 22 s           |
| 5  | Michele Dancelli   | Italie   | Vittadello        | + 32 s           |
| 6  | Dino Zandegù       | Italie   | Salvarani         | + 32 s           |
| 7  | Luciano Armani     | Italie   | Salamini-Luxor TV | + 42 s           |
| 8  | Vittorio Adorni    | Italie   | Salamini-Luxor TV | + 1 min 22 s     |
| 9  | Ole Ritter         | Danemark | Germanvox         | + 1 min 22 s     |
| 10 | Giancarlo Polidori | Italie   | Vittadello        | + 1 min 22 s     |